# Bồi thường chiến tranh
Bồi thường chiến tranh là các khoản thanh toán bồi thường được thực hiện sau một cuộc chiến bởi bên thua trận đối với bên thắng trận.
Chúng được dự định để trang trải thiệt hại hoặc thương tích gây ra trong một cuộc chiến. Nói chung, thuật ngữ bồi thường chiến tranh đề cập đến tiền hoặc hàng hóa đổi chủ, nhưng không nói đến việc sáp nhập đất đai.

## Lịch sử
Làm cho bên bị đánh bại phải trả tiền bồi thường chiến tranh là một thực tế phổ biến với một lịch sử lâu dài.
Trong lịch sử cổ đại, việc áp đặt các khoản bồi thường lên một kẻ thù bị đánh bại thường là khởi đầu buộc kẻ thù phải trả một cống nạp thường xuyên.
Đế quốc La Mã áp đặt các khoản bồi thường lớn cho Carthage sau Chiến tranh thứ nhất (Hiệp ước Lutatius) và Chiến tranh thứ hai.
Một số bồi thường chiến tranh gây ra những thay đổi trong chính sách tiền tệ. Ví dụ, khoản thanh toán của Pháp sau chiến tranh Pháp-Phổ đóng vai trò chính trong quyết định áp dụng tiêu chuẩn vàng của Đức. 230 triệu lượng bạc trong các khoản bồi thường áp đặt đối với Trung Quốc bị đánh bại sau Chiến tranh Thanh-Nhật đã khiến Nhật Bản đưa ra một quyết định tương tự.

### Châu Âu

#### Chiến tranh Napoleon
Sau Hiệp ước Paris (1815), Pháp bị đánh bại được lệnh trả 700 triệu franc trong các khoản bồi thường. Pháp cũng phải trả thêm tiền để trang trải chi phí cung cấp thêm các công sự phòng thủ được xây dựng bởi các quốc gia liên minh láng giềng. Tỷ lệ với GDP của Pháp, đó là khoản bồi thường chiến tranh đắt nhất từng được trả bởi một quốc gia.

#### Chiến tranh Pháp - Phổ
Sau Chiến tranh Pháp-Phổ, theo điều kiện của Hiệp ước Frankfurt (ngày 10 tháng 5 năm 1871), Pháp có nghĩa vụ phải trả khoản bồi thường chiến tranh 5 tỷ franc vàng trong 5 năm. Số tiền bồi thường được chia theo tỷ lệ, theo dân số, là chính xác tương đương với khoản bồi thường do Napoleon áp đặt lên Phổ năm 1807. Quân đội Đức vẫn ở các vùng của Pháp cho đến khi phần bồi thường cuối cùng được trả vào tháng 9 năm 1873, trước thời hạn.

#### Chiến tranh Hy Lạp-Thổ Nhĩ Kỳ năm 1897
Sau Chiến tranh Hy Lạp-Thổ Nhĩ Kỳ (1897), Hy Lạp bị đánh bại đã buộc phải trả một khoản bồi thường chiến tranh lớn cho Thổ Nhĩ Kỳ (4 triệu bảng). Hy Lạp, vốn đã được mặc định, đã bị buộc phải cho phép giám sát tài chính công của nó bởi một ủy ban tài chính quốc tế.

#### Chiến tranh thế giới thứ nhất
Người Nga đã đồng ý trả tiền bồi thường cho Liên minh Trung tâm khi Nga thoát khỏi cuộc chiến trong Hiệp ước Brest-Litovsk (bị chính phủ Bolshevik từ chối 8 tháng sau đó). Bulgaria đã trả khoản bồi thường 2,25 tỷ franc vàng (90 triệu bảng) cho Entente, theo Hiệp ước Neuilly.
Đức đã đồng ý trả khoản bồi thường 132 tỷ vàng cho phe Hiệp ước trong Hoà ước Versailles, sau đó bị hủy bỏ vào năm 1932 với Đức chỉ trả một phần tiền. Điều này vẫn khiến Đức phải chịu các khoản nợ mà Đức đã phải gánh chịu để tài trợ cho các khoản bồi thường, và chúng đã được sửa đổi bởi Hiệp định về các khoản nợ nước ngoài của Đức vào năm 1953. Sau khi tạm dừng chờ thống nhất nước Đức, đợt trả nợ cuối cùng đã được trả vào ngày 3 Tháng 10 năm 2010.

#### Thế chiến II, Đức
Trong Thế chiến II, Đức Quốc xã đã trích xuất các khoản thanh toán từ các quốc gia bị chiếm đóng và các khoản vay bắt buộc. Ngoài ra, các quốc gia có nghĩa vụ cung cấp tài nguyên và lao động cưỡng bức.
Sau Thế chiến II, theo hội nghị Potsdam được tổ chức từ ngày 17 tháng 7 đến ngày 2 tháng 8 năm 1945, Đức đã trả cho Đồng minh 23 tỷ USD chủ yếu trong các nhà máy sản xuất và máy móc. Các khoản bồi thường cho Liên Xô đã dừng lại vào năm 1953. Một số lượng lớn các nhà máy đã bị dỡ bỏ hoặc phá hủy. Việc giải tán ở phía tây đã dừng lại vào năm 1950.
Bắt đầu trước khi Đức đầu hàng và tiếp tục trong hai năm tiếp theo, Hoa Kỳ đã theo đuổi một chương trình mạnh mẽ để thu hoạch tất cả các bí quyết công nghệ và khoa học cũng như tất cả các bằng sáng chế và nhiều nhà khoa học hàng đầu ở Đức (được gọi là Chiến dịch Paperclip). Nhà sử học John Gimbel, trong cuốn sách "Khoa học công nghệ và bồi thường: Khai thác và cướp bóc ở Đức thời hậu chiến", nói rằng "sự đền bù trí tuệ" của Hoa Kỳ và Vương quốc Anh lên tới gần 10 tỷ đô la. Bồi thường của Đức một phần là dưới hình thức lao động cưỡng bức. Đến năm 1947, khoảng 4.000.000 tù binh và dân thường Đức đã được sử dụng làm lao động cưỡng bức (dưới nhiều tiêu đề khác nhau, chẳng hạn như "lao động đền bù" hoặc "lao động cưỡng chế") ở Liên Xô, Pháp, Anh, Bỉ và ở trong "Đơn vị dịch vụ lao động quân sự" của Hoa Kỳ.

#### Thế chiến II, Ý
Theo Hiệp ước Hòa bình với Ý năm 1947, Ý đã đồng ý trả khoản bồi thường khoảng 125 triệu đô la Mỹ cho Nam Tư, 105 triệu đô la Mỹ cho Hy Lạp, 100 triệu đô la Mỹ cho Liên Xô, 25 triệu đô la Mỹ cho Ethiopia và 5 triệu đô la Mỹ cho Albania.

#### Các khoản bồi thường khác trong Thế chiến II
Phần Lan đã đồng ý trả khoản bồi thường 300 triệu đô la Mỹ cho Liên Xô. Hungary đã đồng ý trả khoản bồi thường 200 triệu USD cho Liên Xô, 100 triệu USD cho Tiệp Khắc và Nam Tư. România đã đồng ý trả khoản bồi thường 300 triệu đô la Mỹ cho Liên Xô, nhưng số tiền thực sự mà România phải trả là 1,2 tỷ đô. România đã trả 5,6 triệu đô la vào năm 1945  và bị ép buộc phải trả thông qua 2 tỷ đô la cho "SovRom". Bulgaria đồng ý trả khoản bồi thường 50 triệu đô la cho Hy Lạp và 25 triệu đô la cho Nam Tư. Theo các điều khoản của các hiệp ước này, giá trị của Đô la Mỹ được quy định là 35 đô la Mỹ cho một troy ounce vàng nguyên chất.

### Nhật Bản

#### Chiến tranh Trung-Nhật năm 1895
Hiệp ước Shimonoseki, được ký ngày 17 tháng 4 năm 1895, bắt buộc Trung Quốc phải bồi thường 200 triệu lượng bạc (silver 3,61 tỷ đồng) cho Nhật Bản; và để mở các cảng Sa Thị, Trùng Khánh, Tô Châu và Hàng Châu cho thương mại Nhật Bản.

#### Chiến tranh thế giới thứ hai
Theo Điều 14 của Hiệp ước Hòa bình với Nhật Bản (1951): "Nhật Bản nên bồi thường cho các cường quốc Đồng minh về những thiệt hại và đau khổ do nó gây ra trong chiến tranh. Nhật Bản sẽ nhanh chóng tham gia đàm phán với các cường quốc đồng minh". Các khoản bồi thường chiến tranh được thực hiện theo Hiệp ước Hòa bình San Francisco với Nhật Bản (1951) bao gồm: các khoản bồi thường trị giá 550 triệu đô la Mỹ (198 tỷ yên năm 1956) được thực hiện cho Philippines và 39 triệu đô la Mỹ (14,04 tỷ yên 1959) cho Việt Nam; thanh toán cho Ủy ban Chữ thập đỏ quốc tế để bồi thường cho các tù nhân chiến tranh (POW) 4,5 triệu bảng Anh (4,54109 tỷ yên) đã được thực hiện; và Nhật Bản đã từ bỏ tất cả các tài sản ở nước ngoài khoảng 23,681 tỷ USD (379,999 tỷ Yên).
Hoa Kỳ đã ký hiệp ước hòa bình với 49 quốc gia vào năm 1952 và ký kết 54 hiệp định song phương bao gồm những quốc gia có Miến Điện (20 triệu đô la Mỹ 1954, 1963), Hàn Quốc (300 triệu đô la Mỹ năm 1965), Indonesia (223,08 triệu đô la Mỹ 1958), Philippines (525 triệu USD / 52,94 tỷ Yên 1967), Malaysia (25 triệu đô la Malaysia / 2,94 tỷ Yên 1967), Thái Lan (5,4 tỷ Yên 1955), Micronesia (1969), Lào (1958), Campuchia (1959), Mông Cổ (1977), Tây Ban Nha (5,5 triệu đô la 1957), Thụy Sĩ, Hà Lan (10 triệu đô la 1956), Thụy Điển và Đan Mạch. Các khoản thanh toán bồi thường bắt đầu vào năm 1955, kéo dài trong 23 năm và kết thúc vào năm 1977. Đối với các quốc gia từ bỏ bất kỳ khoản bồi thường nào từ Nhật Bản, họ đã đồng ý trả tiền bồi thường và/hoặc trợ cấp theo thỏa thuận song phương. Trong Thông cáo chung của Chính phủ Nhật Bản và Chính phủ Cộng hòa Nhân dân Trung Hoa (1972), Cộng hòa Nhân dân Trung Hoa từ bỏ yêu cầu bồi thường chiến tranh từ Nhật Bản. Trong Tuyên bố chung Nhật Bản năm 1956 của Liên Xô, Liên Xô đã từ bỏ quyền của mình đối với các khoản bồi thường từ Nhật Bản, và cả Nhật Bản và Liên Xô đều từ bỏ tất cả các yêu sách bồi thường phát sinh từ chiến tranh. Ngoài ra, Ceylon (nay là Sri Lanka), dưới thời Tổng thống JR Jayewardene, đã từ chối bồi thường chiến tranh từ Nhật Bản.

### Bồi thường chiến tranh Iraq
Sau Chiến tranh vùng Vịnh, Iraq đã chấp nhận Nghị quyết 687 của Hội đồng Bảo an Liên Hợp Quốc, nơi tuyên bố trách nhiệm tài chính của Iraq đối với thiệt hại gây ra trong cuộc xâm lược Kuwait. Ủy ban Bồi thường của Liên Hợp Quốc ("UNCC") đã được thành lập và 350 tỷ USD yêu cầu bồi thường đã được chính phủ, các tập đoàn và cá nhân đệ trình. UNCC đã chấp nhận và trao các khoản bồi thường trị giá 52,4 tỷ đô la cho khoảng 1,5 triệu người yêu cầu bồi thường thành công và trong đó 48,7 tỷ đô đã được thanh toán và chỉ còn lại 3,7 tỷ đô la để trả cho Kuwait thay mặt cho Tập đoàn Dầu khí Kuwait vào tháng 7 năm 2019. UNCC nói rằng việc ưu tiên các khiếu nại của người tự nhiên, trước các yêu sách của chính phủ và các tổ chức hoặc tập đoàn (pháp nhân), "đánh dấu một bước tiến quan trọng trong sự phát triển của thực tiễn yêu sách quốc tế." Kinh phí cho các khoản thanh toán này được lấy từ 30% cổ phần doanh thu từ dầu của Iraq trong chương trình đổi dầu lấy lương thực.
Đã có những nỗ lực để mã hóa các khoản bồi thường cả trong các Điều lệ của Tòa án Hình sự Quốc tế và Các Nguyên tắc Cơ bản của Liên Hợp Quốc về Quyền Khắc phục và Bồi thường cho Nạn nhân.